# Albosaggia
Albosaggia – miejscowość i gmina we Włoszech, w regionie Lombardia, w prowincji Sondrio.
Według danych na rok 2004 gminę zamieszkiwały 3083 osoby, 90,7 os./km².